# Wolfgang von Eltz-Kempenich
Wolfgang von Eltz-Kempenich (* im 16. Jahrhundert; † im 16. Jahrhundert) war Domherr im Dom zu Trier und Rektor der Universität Trier.

## Leben
Wolfgang von Eltz-Kempenich war ein Sohn des Georg von Eltz-Kempenich (* um 1500; † 1562) und dessen Ehefrau Anna von dem Burgturm († 31. Mai 1555). Er hatte ein Studium an der Universität zu Köln (1555) und an der Albert-Ludwigs-Universität Freiburg (1559) absolviert und bekleidete das Amt eines Trierer Domherrn von 1549 an.
1558 wurde er in das Domkapitel und 11 Jahre später zum Domscholaster gewählt. In dieser Funktion war er Leiter der Stiftsschule in Trier und übernahm als Rektor die Leitung der Universität Trier.
Er war ein Neffe des Erzbischofs von Trier, Jakob von Eltz-Schöneck, der ihn am 17. Juni 1570  zum Archidiakon an der Stiftskirche St. Castor in Karden ernannte. Im Jahr darauf wurde er Propst in der Stiftskirche St. Paulin in Trier. Am 22. Oktober 1574 erhielt er vom Erzbischof ein bepfründetes  Kanonikat für das Stift St. Paulin, von dem er vier Tage später Besitz ergriff und dabei 25 Goldgulden Statutengelder bezahlen musste.
Vor dem 25. August 1579 verzichtete er auf das Archdiakonat sowie auf die übrigen Pfründe und starb bald darauf.
Erzbischof Jakob plante, für Wolfgang von Eltz-Kempenich den späteren Weihbischof Peter Binsfeld als Koadjutor und späteren Nachfolger einzusetzen.